# جلونا غورا
جلونا غورا (بالإنجليزية: Zielona Góra)‏ هي مدينة مع صلاحيات بووتيس ‏ تقع في بولندا في محافظة لوبوسكي.[بحاجة لمصدر] يقدر عدد سكانها بـ 152,069 نسمة ومساحتها 278.32 كم2 وترتفع عن سطح البحر 71 متر.

## المناخ
يظهر الجدول التالي التغييرات المناخية على مدار السنة لجلونا غورا:
| البيانات المناخية لـجلونا غورا     | البيانات المناخية لـجلونا غورا | البيانات المناخية لـجلونا غورا | البيانات المناخية لـجلونا غورا | البيانات المناخية لـجلونا غورا | البيانات المناخية لـجلونا غورا | البيانات المناخية لـجلونا غورا | البيانات المناخية لـجلونا غورا | البيانات المناخية لـجلونا غورا | البيانات المناخية لـجلونا غورا | البيانات المناخية لـجلونا غورا | البيانات المناخية لـجلونا غورا | البيانات المناخية لـجلونا غورا | البيانات المناخية لـجلونا غورا |
| الشهر                              | يناير                          | فبراير                         | مارس                           | أبريل                          | مايو                           | يونيو                          | يوليو                          | أغسطس                          | سبتمبر                         | أكتوبر                         | نوفمبر                         | ديسمبر                         | المعدل السنوي                  |
| ---------------------------------- | ------------------------------ | ------------------------------ | ------------------------------ | ------------------------------ | ------------------------------ | ------------------------------ | ------------------------------ | ------------------------------ | ------------------------------ | ------------------------------ | ------------------------------ | ------------------------------ | ------------------------------ |
| الدرجة القصوى °م (°ف)              | 13.0 (55.4)                    | 19.0 (66.2)                    | 24.2 (75.6)                    | 30.4 (86.7)                    | 30.9 (87.6)                    | 33.3 (91.9)                    | 35.3 (95.5)                    | 34.8 (94.6)                    | 32.0 (89.6)                    | 27.6 (81.7)                    | 19.8 (67.6)                    | 15.4 (59.7)                    | 35.3 (95.5)                    |
| متوسط درجة الحرارة الكبرى °م (°ف)  | 0.6 (33.1)                     | 2.4 (36.3)                     | 7.0 (44.6)                     | 12.5 (54.5)                    | 18.2 (64.8)                    | 21.4 (70.5)                    | 22.9 (73.2)                    | 22.5 (72.5)                    | 18.4 (65.1)                    | 13.0 (55.4)                    | 6.3 (43.3)                     | 2.3 (36.1)                     | 12.3 (54.1)                    |
| المتوسط اليومي °م (°ف)             | −1.8 (28.8)                    | −0.6 (30.9)                    | 3.0 (37.4)                     | 7.6 (45.7)                     | 13.0 (55.4)                    | 16.4 (61.5)                    | 17.8 (64.0)                    | 17.3 (63.1)                    | 13.7 (56.7)                    | 9.0 (48.2)                     | 3.8 (38.8)                     | 0.0 (32.0)                     | 8.3 (46.9)                     |
| متوسط درجة الحرارة الصغرى °م (°ف)  | −4.1 (24.6)                    | −3.1 (26.4)                    | −0.2 (31.6)                    | 3.7 (38.7)                     | 8.5 (47.3)                     | 11.9 (53.4)                    | 13.5 (56.3)                    | 13.1 (55.6)                    | 10.1 (50.2)                    | 6.1 (43.0)                     | 1.5 (34.7)                     | −2.2 (28.0)                    | 4.9 (40.8)                     |
| أدنى درجة حرارة °م (°ف)            | −22.2 (−8.0)                   | −21.3 (−6.3)                   | −17.2 (1.0)                    | −5.8 (21.6)                    | −3.4 (25.9)                    | 2.2 (36.0)                     | 6.9 (44.4)                     | 4.5 (40.1)                     | 1.1 (34.0)                     | −4.6 (23.7)                    | −12.4 (9.7)                    | −20.1 (−4.2)                   | −22.2 (−8.0)                   |
| الهطول مم (إنش)                    | 36 (1.4)                       | 32 (1.3)                       | 32 (1.3)                       | 42 (1.7)                       | 60 (2.4)                       | 62 (2.4)                       | 67 (2.6)                       | 71 (2.8)                       | 44 (1.7)                       | 43 (1.7)                       | 45 (1.8)                       | 48 (1.9)                       | 582 (23)                       |
| متوسط أيام هطول الأمطار (≥ 1.0 mm) | 9.3                            | 8.2                            | 8.2                            | 8.3                            | 9.5                            | 9.2                            | 9.4                            | 8.8                            | 7.7                            | 7.4                            | 9.2                            | 10.9                           | 106.1                          |
| المصدر: NOAA                       |                                |                                |                                |                                |                                |                                |                                |                                |                                |                                |                                |                                |                                |

## المدن التوأمة
مدن كرالييفو، زولتاو، بيستريتسا، كوتبوس، لاكويلا، تروا، هيلموند، نيترا وأورورا (كولورادو) هي مدن توأمة لـجلونا غورا.

## أعلام
- فيلهلم يوليوس فورستر
- أدولف إدوارد مارشنر
- كارل إيكستاين
- مايسي مورافسكي
- مالكوم سنكلير
- هاينز بيرنس